# 50 هـ
50 هـ هي سنة في التقويم الهجري امتدت مقابلةً في التقويم الميلادي بين سنتي 670 و671.

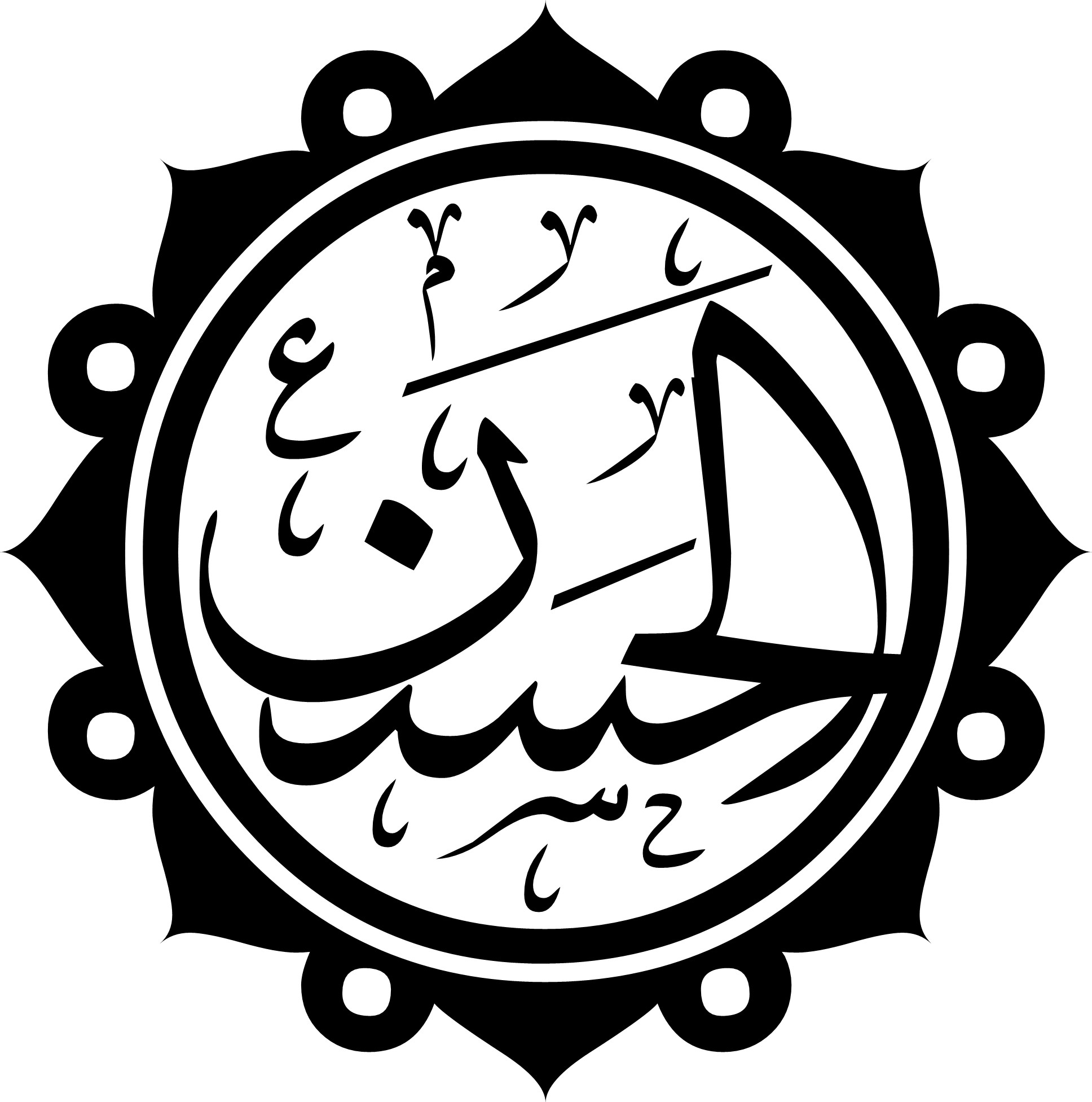
الحسن بن علي بن أبي طالب

## مواليد
- الحكم بن عتيبة
- يزيد بن أبي حبيب

## وفيات
- أروى بنت الحارث بن عبد المطلب
- الأقرع الغفاري الكناني
- النابغة الجعدي
- صفية بنت حيي بن أخطب
- معقل بن يسار
- يونس بن عبيد الثقفي
- المغيرة بن شعبة
- الحسن بن علي بن أبي طالب
- عنبسة بن أبي سفيان
- عقيل بن أبي طالب
- عمرو بن الحمق
- كعب بن مالك
- جندب الأزدي